# Rupela drusilla
Rupela drusilla là một loài bướm đêm trong họ Crambidae.